# Wiktor Agiejew (piłkarz wodny)
Wiktor Iwanowicz Agiejew (ros. Виктор Иванович Агеев; ur. 29 kwietnia 1936 w Moskwie, zm. 30 stycznia 2023) – radziecki piłkarz wodny, medalista olimpijski.
Brał udział w trzech edycjach letnich igrzysk olimpijskich (XVI Letnie Igrzyska Olimpijskie Melbourne 1956, XVII Letnie Igrzyska Olimpijskie Rzym 1960, XVIII Letnie Igrzyska Olimpijskie Tokio 1964). W 1956 reprezentanci Związku Radzieckiego zajęli trzecie miejsce, cztery lata później drugie, zaś w Tokio w 1964 ponownie trzecie (łącznie zdobył dwie bramki podczas igrzysk). Brązowy medalista mistrzostw Europy 1958 i wicemistrz z 1962 roku.